# Вокзал Дортмунд
Дортмунд-Главный (нем. Dortmund Hauptbahnhof) — главная железнодорожная станция в городе Дортмунде (федеральная земля Северный Рейн-Вестфалия). Является одной из важнейших узловых станций в железнодорожном пассажирском сообщении Рурской области и Северного Рейна-Вестфалии. Ежедневно отправляется 130 000 пассажиров. По немецкой системе классификации вокзал Дортмунда относится к категории 1, входя, таким образом, в число 20 важнейших вокзалов Германии.

## История

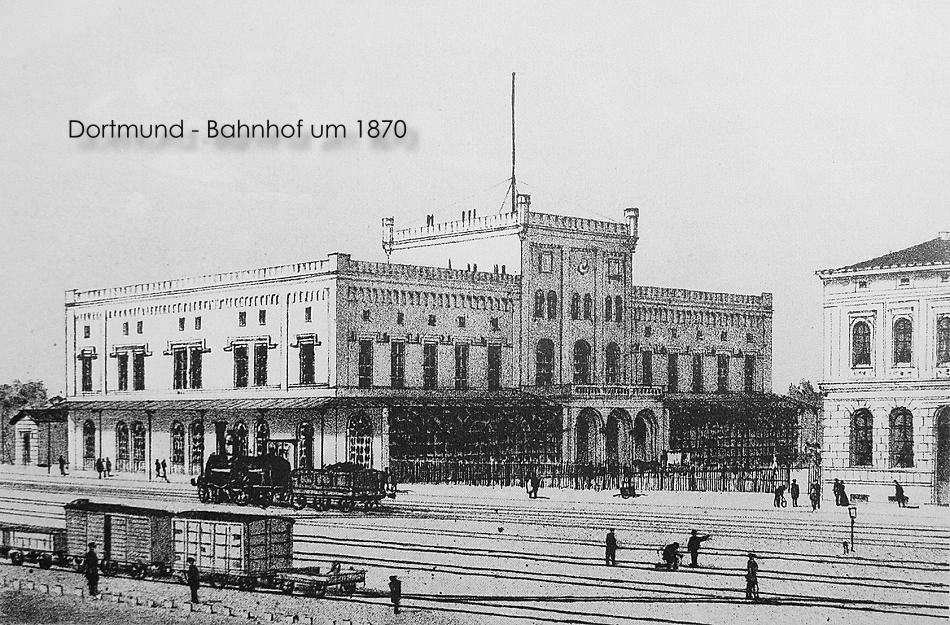
Дортмундский вокзал в 1870 году

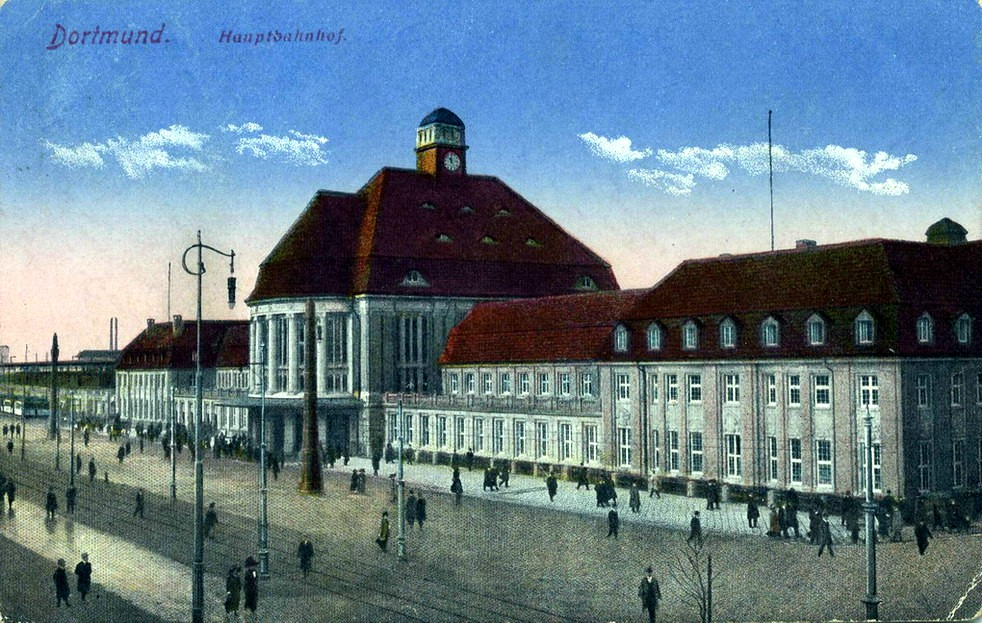
Дортмундский вокзал в 1910 году

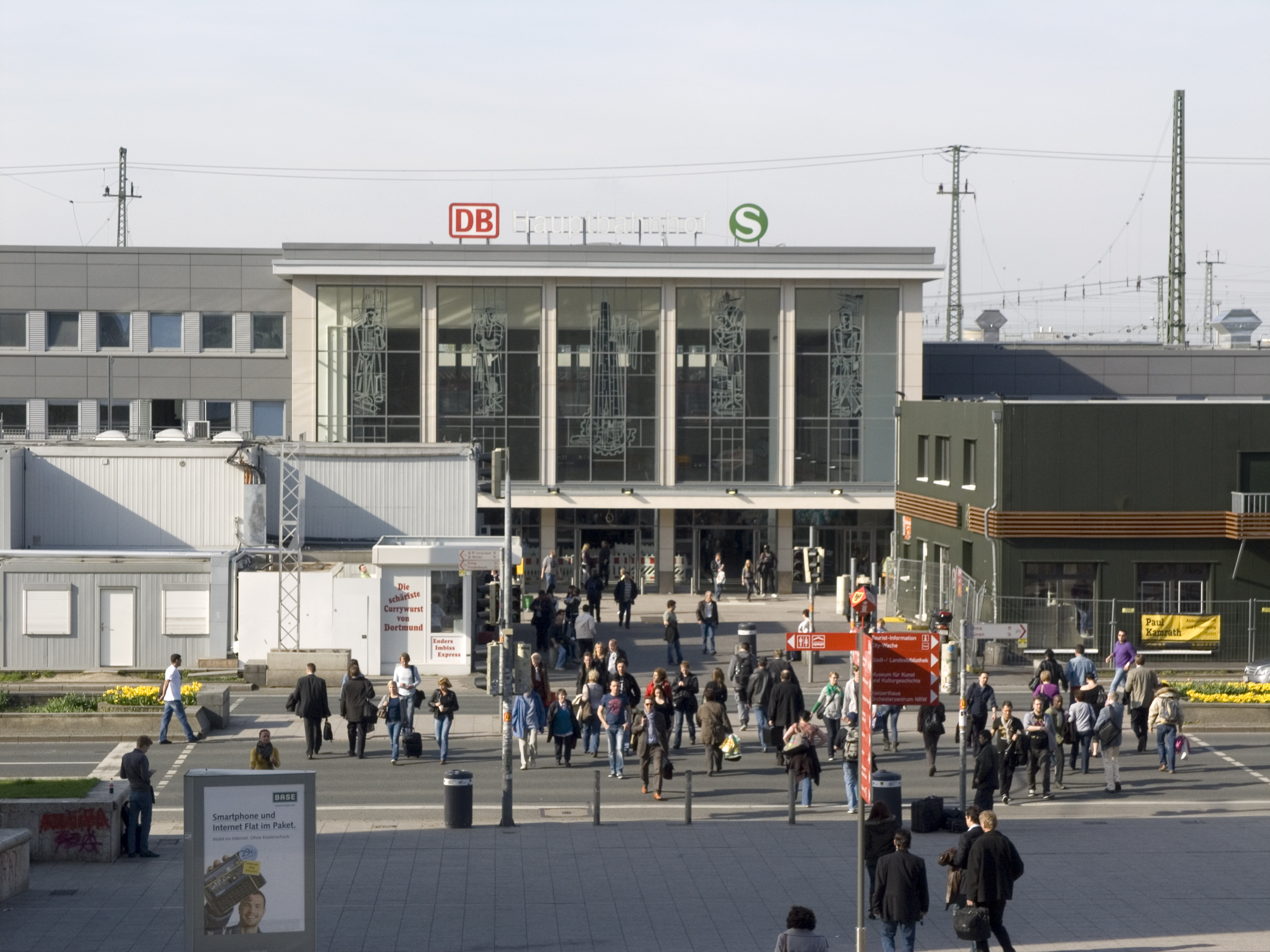
Витражи центрального павильона

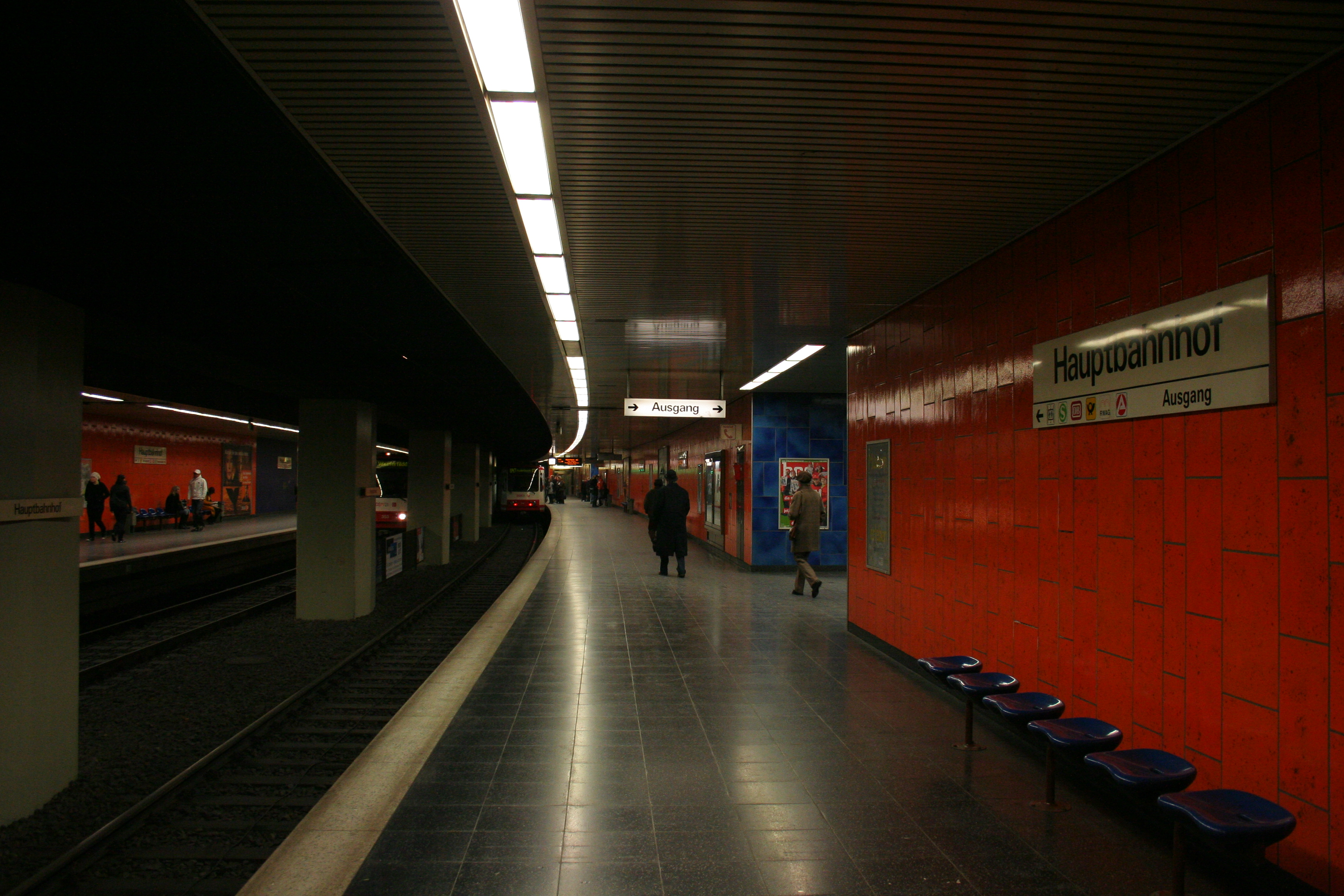
Станция скоростного трамвая «Dortmund Hauptbahnhof»

Железнодорожное сообщение в Дортмунде было открыто 15 мая 1847 года. В этот день была открыта станция железнодорожного участка Кёльн — Минден. Здание вокзала представляло собой массивное замкоподобное здание в северной части старого города. Это здание  просуществовало более 60 лет.
12 декабря 1910 года было открыто новое здание, которое стало одним из наибольших вокзалов в Германской империи. 6 октября 1944 года во время одной из многочисленных бомбардировок британской авиации в ходе Второй мировой войны вокзал было разрушено.
Сразу после окончания войны началось строительство нового вокзала на том же месте. Открытие состоялось в 1952 году. Это было неброское 3-этажное здание в современном стиле. Центральный павильон вокзала имел 5 больших окон с витражами, изображающими сцены с трудовыми мотивами, характерными для Рурского региона — центральный витраж изображал стилизованный изображение Дортмунда и его промышленных предприятий, а ещё 4 изображают сталевара, доменщика, пивовара и мостостроителя. Во время реконструкции витражи были заменены на копии, а оригиналы выставлены в Индустриальном музее в Хаттингене.
В 1984 году был проложен участок Hacheney — Münsterstraße скоростного трамвая со станцией Dortmund Hauptbahnhof.
Соглашение о реконструкции вокзала было подписано между Deutsche Bahn AG» и правительством Северного Рейна-Вестфалии 7 октября 1998 года. Реконструкция стоимостью 850 млн марок должна была завершиться в 2002 году. Однако, этот проект не был осуществлён так как не удалось найти инвестора. Инвестор был найден только в 2001 году, им стал португальская группа компаний Sonae Imobilia ria. Новый проект был рассчитан на 5 лет и сумму в 1,2 млрд марок. Проект предусматривал создание 36000 м² площадей для розничной торговли и 26500 м² для зоны развлечений. Но и этому проекту не суждено было реализоваться, 28 февраля 2007 года Deutsche Bahn AG официально объявил о том, что инвестор окончательно отказался подписывать договор.
Реконструкция дортмундского вокзала началась только летом 2009 года. Первый её этап, ремонт и обновление здания закончился 17 июня 2011 года. Смета первого этапа составила 23 млн евро, из которых 13,3 млн евро было выделено из бюджета Германии, 1,4 млн евро из бюджета Северного Рейна-Вестфалии, а также 8,3 млн евро выделил Deutsche Bahn AG.

Второй этап реконструкции планировалось провести в 2014 — 2017 году. Этот этап предусматривает перестройку путей и туннеля под ними.

## Движение поездов

### ICиICE
| Линия  | Маршрут |
| ------ | --- |
| ICE 10 | Берлин (Восточный вокзал) — Ганновер — Билефельд — Хамм — Дортмунд — Бохум — Эссен — Дуйсбург — Аэропорт (Дюссельдорф) — Дюссельдорф — Кёльн — Кёльн–Мессе/Дойц — Аэропорт «Кёльн-Бонн»  |
| ICE 31 | Киль — Гамбург — Бремен — Оснабрюк — Мюнстер — Дортмунд — Кёльн — Бонн — Кобленц — Майнц — Франкфурт-на-Майне — Вюрцбург — Нюрнберг — Мангейм — Карлсруэ — Оффенбург — Фрайбург — Базель |
| ICE 41 | Хамм — Дортмунд — Бохум — Эссен — Дуйсбург — Дюссельдорф — Кёльн-Мессе/Дойц — Кёльн — Франкфурт-на-Майне — Вюрцбург — Нюрнберг — Мюнхен                                                  |
| ICE 42 | Дортмунд — Бохум — Эссен — Дуйсбург — Дюссельдорф — Кёльн — Франкфурт-на-Майне — Мангейм — Штутгарт — Мюнхен                                                                             |
| ICE 43 | Ганновер — Билефельд — Хамм — Дортмунд — Хаген — Вупперталь — Золинген — Кёльн — Франкфурт-на-Майне — Мангейм — Карлсруэ — Оффенбург — Фрайбург — Базель                                 |
| ICE 91 | Дортмунд — Бохум — Эссен — Дуйсбург — Дюссельдорф — Кёльн — Бонн — Кобленц — Майнц — Франкфурт-на-Майне — Вюрцбург — Нюрнберг — Регенсбург — Пассау — Линц                               |
| IC 30  | Вестерланд — Гамбург — Мюнстер — Дортмунд — Бохум — Эссен — Дуйсбург — Дюссельдорф — Кёльн — Кобленц — Мангейм — Штутгарт — Фрайбург                                                     |
| IC 31  | Гамбург — Мюнстер — Дортмунд — Хаген — Вупперталь — Золинген — Кёльн — Франкфурт-на-Майне — Нюрнберг — Пассау                                                                            |
| IC 32  | Берлин — Ганновер — Билефельд — Дортмунд — Бохум — Эссен — Мюльхайм-на-Руре — Дуйсбург — Дюссельдорф — Кёльн — Кобленц — Мангейм — Штутгарт — Мюнхен                                     |
| IC 51  | Бинц — Берлин — Галле — Эрфурт — Кассель — Дортмунд — Эссен — Дуйсбургg — Аэропорт (Дюссельдорф) — Дюссельдорф — Кёльн                                                                   |
| IC 55  | Лейпциг — Магдебург — Ганновер — Билефельд — Дортмунд — Бохум — Эссен — Мюльхайм-на-Руре — Дуйсбург — Дюссельдорф — Кёльн                                                                |

### RE,RBиS-Bahn
| Линия | Название                   | Маршрут |
| ----- | -------------------------- | --- |
| RE 1  | NRW-Express                | Падерборн — Зост — Хамм — Дортмунд — Бохум — Эссен — Мюльхайм-на-Руре — Дуйсбург — Аэропорт (Дюссельдорф) — Дюссельдорф — Кёльн–Мессе/Дойц — Кёльн — Ахен |
| RE 3  | Rhein-Emscher-Express      | Хамм — Камен — Дортмунд — Кастроп-Рауксель — Херне — Ванне-Айкель — Гельзенкирхен — Оберхаузен — Дуйсбург — Аэропорт (Дюссельдорф) — Дюссельдорф          |
| RE 4  | Wupper-Express             | Ахен — Мёнхенгладбах — Нойс — Дюссельдорф — Вупперталь — Швельм — Хаген —Виттен — Дортмунд                                                                |
| RE 6  | Westfalen-Express          | Минден — Билефельд — Хамм — Дортмунд — Бохум — Эссен — Мюльхайм-на-Руре — Дуйсбург — Аэропорт (Дюссельдорф) — Дюссельдорф                                 |
| RE 11 | Rhein-Hellweg-Express      | Хамм — Дортмунд — Бохум — Эссен — Мюльхайм-на-Руре — Дуйсбург — Крефельд — Мёнхенгладбах                                                                  |
| RE 57 | Dortmund-Sauerland-Express | Дортмунд — Фрёнденберг-на-Руре — Арнсберг — Мешеде — Бествиг — Винтерберг                                                                                 |
| RB 43 | Emschertal-Bahn            | Дорстен — Ванне-Айкель — Херне — Дортмунд |
| RB 50 | Der Lüner                  | Мюнстер — Верне — Люнен — Дортмунд |
| RB 51 | Westmünsterland-Bahn       | Энсхеде — Гронау — Косфельд — Дюльмен — Люнен — Дортмунд                                                                                                  |
| RB 52 | Volmetal-Bahn              | Люденшайд — Шальксмюле — Хаген — Дортмунд |
| RB 53 | Ardey-Bahn                 | Дортмунд — Шверте — Изерлон |
| RB 59 | Hellweg-Bahn               | Дортмунд — Унна — Верль — Зост |
| S1    | S-Bahn Rhein-Ruhr          | Дортмунд — Бохум — Эссен — Мюльхайм-на-Руре — Дуйсбург — Аэропорт (Дюссельдорф) — Дюссельдорф — Хильден — Золинген                                        |
| S2    | S-Bahn Rhein-Ruhr          | Дортмунд — Кастроп-Рауксель — Херне — Ванне-Айкель — Гельзенкирхен — Оберхаузен — Дуйсбург                                                                |
| S5    | S-Bahn Rhein-Ruhr          | Дортмунд — Виттен — Веттер — Хаген |